# Microsoft XNA
Microsoft XNA (англ. XNA's Not Acronymed) — набір інструментів з керованим середовищем часу виконання (.NET), створений Microsoft для полегшення розробки комп'ютерних ігор. Мета XNA в спробі звільнити розробку ігор від написання «повторюваного шаблонного коду» і об'єднати різні аспекти розробки ігор в одній системі. Набір інструментів XNA був анонсований 24 березня 2004 на Game Developers Conference в Сан-Хосе, Каліфорнія. Перший Community Technology Preview XNA Build був випущений 14 березня 2006.

## Мета та опис проєкту
Пакет Microsoft XNA, за словами представників Microsoft, дозволить розробникам ігор уникнути багатьох технічних труднощів, що виникають при написанні коду, а також забезпечить істотне зниження вартості кінцевої продукції. Крім того, завдяки XNA програмісти зможуть створювати принципово нові ігри з високоякісною графікою.

## XNA Framework
XNA Framework ґрунтується на реалізації . NET Compact Framework 2.0 для розробки для Xbox 360 і . NET Framework 2.0 на Windows. Він включає великий набір бібліотек класів, специфічних для розробки ігор, що підтримує максимальне повторне використання коду на всіх цільових платформах. Фреймворк виконується на модифікації Common Language Runtime, що оптимізована для ігор. CLR доступне для Windows XP, Windows Vista, і Xbox 360. Так як ігри XNA пишуться для CLR, вони можуть бути запущені на будь-якій платформі, яка підтримує XNA Framework з мінімальними змінами або взагалі без них. Ігри, які запускаються на фреймворку, технічно можуть бути написані будь-якою .NET-сумісною мовою, але офіційно підтримується тільки мова програмування C# та середовище швидкої розробки XNA Game Studio Express і всі версії Visual Studio 2008.